# Lygropia clytusalis
Lygropia clytusalis là một loài bướm đêm trong họ Crambidae.